# Кенан Караман
Кенан Караман (тур. Kenan Karaman; нар. 5 березня 1994, Штутгарт, Німеччина) — турецький футболіст, нападник німецького клубу «Шальке 04».

## Клубна кар'єра
Футболом розпочав займатися в МТВ (Штутгарт), після чого на дитячо-юнацькому рівні виступав за «Штутгарт» та «Штутгартер Кікерс». У 2009 році потрапив до структури «Гоффенгайма 1899». До 2011 року грав виключно за молодіжну команду клубу. У березні 2012 року дебютував за другу команду Гоффенгайма у Регіоналлізі. У грудні 2013 року вперше в професіональній команді потрапив до заявки на матч Кубку Німеччини проти ФК «Шальке 04», але на поле не виходив. Дебютував у Бундеслізі 2 березня 2014 року, коли вийшов на поле наприкінці матчу проти «Вольфсбурга».
Напередодні старту сезону 2014/15 років разом з партнером по команди Стефаном Тескером перейшов до «Ганновера 96». Підписав контракт з клубом до 30 червня 2017 року. Дебютував за «Ганновер» 23 вересня 2015 року в програному (1:3) домашнього поєдинку проти «Штутгарта». Дебютним голом у Бундеслізі відзначився в поєдинку 6-о туру.
18 травня 2018 року Караман вільним агентом приєднався до новоспеченого представника Другої Бундесліги, підписавши 3-річний контракт. У команді отримав футболку з 11-м ігровим номером.

## Кар'єра в збірній
Виступав за юнацькі та молодіжну збірні Туреччини різних вікових категорій. Дебютував за національну збірну Туреччини в програному (0:2) товариському поєдинку проти збірної Румунії.

## Статистика виступів

### Клубна
Станом на 28 травня 2018.
| Сезон                    | Клуб                     | Чемпіонат                | Чемпіонат | Чемпіонат | Національний кубок | Національний кубок | Національний кубок | Єврокубок | Єврокубок | Єврокубок | Суперкубок | Суперкубок | Суперкубок | Загалом | Загалом |
| Сезон                    | Клуб                     | Змаг.                    | Матчі     | Голи      | Змаг.              | Матчі              | Голи               | Змаг.     | Матчі     | Голи      | Змаг.      | Матчі      | Голи       | Матчі   | Голи    |
| ------------------------ | ------------------------ | ------------------------ | --------- | --------- | ------------------ | ------------------ | ------------------ | --------- | --------- | --------- | ---------- | ---------- | ---------- | ------- | ------- |
| 2013-2014                | «Гоффенгайм 1899»        | БЛ                       | 5         | 0         | КН                 | 0                  | 0                  | -         | -         | -         | -          | -          | -          | 5       | 0       |
| 2014-2015                | «Ганновер 96»            | БЛ                       | 11        | 0         | КН                 | 0                  | 0                  | -         | -         | -         | -          | -          | -          | 11      | 0       |
| 2015-2016                | «Ганновер 96»            | БЛ                       | 23        | 3         | КН                 | 1                  | 1                  | -         | -         | -         | -          | -          | -          | 24      | 4       |
| 2016-2017                | «Ганновер 96»            | БЛ                       | 31        | 6         | КН                 | 3                  | 0                  | -         | -         | -         | -          | -          | -          | 34      | 6       |
| 2017-2018                | «Ганновер 96»            | БЛ                       | 22        | 1         | КН                 | 2                  | 1                  | -         | -         | -         | -          | -          | -          | 24      | 2       |
| Загалом за «Ганновер 96» | Загалом за «Ганновер 96» | Загалом за «Ганновер 96» | 87        | 10        |                    | 6                  | 2                  |           | -         | -         |            | -          | -          | 93      | 12      |
| Усього за кар'єру        | Усього за кар'єру        | Усього за кар'єру        | 92        | 10        |                    | 6                  | 2                  |           | -         | -         |            | -          | -          | 98      | 12      |

### У збірній
| Дата       | Місто       | Господарі | Результат | Гості      | Турнір                               | Голи | Примітки |
| ---------- | ----------- | --------- | --------- | ---------- | ------------------------------------ | ---- | -------- |
| 9-11-2017  | Клуж-Напока | Румунія   | 2 – 0     | Туреччина  | товариський матч                     | -    | 64'      |
| 13-11-2017 | Анталія     | Туреччина | 2 – 3     | Албанія    | товариський матч                     | -    | 60'      |
| 5-6-2018   | Москва      | Росія     | 1 – 1     | Туреччина  | товариський матч                     | -    | 82'      |
| 30-5-2019  | Анталія     | Туреччина | 2 – 1     | Греція     | товариський матч                     | 1    | 46'      |
| 2-6-2019   | Анталія     | Туреччина | 2 – 0     | Узбекистан | товариський матч                     | -    | 46'      |
| 8-6-2019   | Конья       | Туреччина | 2 – 0     | Франція    | Відбір до ЧЄ 2020                    | -    |          |
| 11-6-2019  | Рейк'явік   | Ісландія  | 2 – 1     | Туреччина  | Відбір до ЧЄ 2020                    | -    | 46'      |
| 7-9-2019   | Стамбул     | Туреччина | 1 – 0     | Андорра    | Відбір до ЧЄ 2020                    | -    | 46'      |
| 10-9-2019  | Кишинів     | Молдова   | 0 – 4     | Туреччина  | Відбір до ЧЄ 2020                    | -    | 70'      |
| 14-10-2019 | Сен-Дені    | Франція   | 1 – 1     | Туреччина  | Відбір до ЧЄ 2020                    | -    | 87'      |
| 3-9-2020   | Сівас       | Туреччина | 0 – 1     | Угорщина   | Ліга націй УЄФА 2020-2021 - 1-й етап | -    | 76'      |
| 6-9-2020   | Белград     | Сербія    | 0 – 0     | Туреччина  | Ліга націй УЄФА 2020-2021 - 1-й етап | -    |          |
| 7-10-2020  | Кельн       | Німеччина | 3 – 3     | Туреччина  | товариський матч                     | 1    | 63'      |
| 11-10-2020 | Москва      | Росія     | 1 – 1     | Туреччина  | Ліга націй УЄФА 2020-2021 - 1-й етап | 1    | 80'      |
| 14-10-2020 | Стамбул     | Туреччина | 2 – 2     | Сербія     | Ліга націй УЄФА 2020-2021 - 1-й етап | -    |          |
| 15-11-2020 | Стамбул     | Туреччина | 3 – 2     | Росія      | Ліга націй УЄФА 2020-2021 - 1-й етап | 1    |          |
| 18-11-2020 | Будапешт    | Угорщина  | 2 – 0     | Туреччина  | Ліга націй УЄФА 2020-2021 - 1-й етап | -    |          |
| Усього     |             | Матчів    | 17        |            | Голів                                | 4    |          |

## Титули і досягнення
- Володар Суперкубка Туреччини (1):

«Бешикташ»: 2021